# Путеви Републике Српске
Јавно предузеће Путеви Републике Српске је јавно предузеће које обавља послове изградње, одржавања и заштите путева у Републици Српској. Јавно предузеће Путеви РС је правни следбеник Републичке дирекције за путеве.

## Надлежности
Према Члану 16. Закона о јавним путевима, предмет пословања Путеви Републике Српске је обављање следећих делатности:
- Оперативни послови остварења техничко-технолошког јединства мреже магистралних и регионалних путева према усвојеној Стратегији, кроз просторна, саобраћајна, техничка и економска истраживања и анализе
- Припрема и предлаже годишње и средњорочне планове за одржавање, заштиту, реконструкцију и изградњу магистралних и регионалних путева и објеката на путевима
- Организација планирања и пројектовања у изградњи магистралних и регионалних путева
- Организује финансирање, изградњу, реконструкцију, одржавање и заштиту магистралних и регионалних путева и објеката
- Вођење јединствене базе података о путевима и катастра објеката
- Обавештавање јавности о стању проходности магистралних и регионалних путева, ванредним догађајима, као и метеоролошким условима значајним за безбедно одвијање саобраћаја
- Организује и спроводи пројекте заштите околине од утицаја саобраћаја на путевима
- Мере и активности на унапређењу безбедности саобраћаја на путевима
- Праћење саобраћајног оптерећења и саобраћајних токова на јавним путевима
- Остали послови управљања магистралним и регионалним путевима